# Експериментална икономика
Експериментална икономика е приложението на експериментални методи в изучаването на икономическите въпроси. Експериментите са използвани, за да се тества валидността на икономическите теории и да се положат в тестови условия нови пазарни механизми.
Експериментите могат да бъдат извършвани в лабораторни или полеви условия, те също така могат да бъдат използвани в преподаването на икономика.
|  | Тази страница частично или изцяло представлява превод на страницата Experimental economics в Уикипедия на английски. Оригиналният текст, както и този превод, са защитени от Лиценза „Криейтив Комънс – Признание – Споделяне на споделеното“, а за съдържание, създадено преди юни 2009 година – от Лиценза за свободна документация на ГНУ. Прегледайте историята на редакциите на оригиналната страница, както и на преводната страница, за да видите списъка на съавторите. ВАЖНО: Този шаблон се отнася единствено до авторските права върху съдържанието на статията. Добавянето му не отменя изискването да се посочват конкретни източници на твърденията, които да бъдат благонадеждни. |